# Фрагассо, Клаудио
Клаудио Фрагассо (итал. Claudio Fragasso; родился 2 октября 1951 года в Риме) — итальянский кинорежиссёр и сценарист, в основном известный по фильмам ужасов, снятым им в 1980-х годах в сотрудничестве с Бруно Маттеи.
Также работал под псевдонимами: Клайд Андерсон (англ. Clyde Anderson), Клайд Фергюссон (англ. Clide Fergusson), Драго Флойд (англ. Drago Floyd), Дрэйк Флойд (англ. Drake Floyd), Вернер Нокс (англ. Werner Knox), Клаудио Сансеверо (англ. Claudio Sansevero), Жильбер Руссель (фр. Gilbert Roussell).

## Карьера[2]
Первые собственные фильмы в формате 8 мм начал снимать в возрасте 14 лет. Своим источником вдохновения называет работы Серджо Леоне, также признаёт влияние фильма «Ночь живых мертвецов» Джорджа Ромеро. Кинокарьеру начинал как сценарист криминальных полицейских лент. Своим полноценным режиссёрским дебютом считает фильм «Защити меня от ночи» (итал. Diffendi Dalla Notte), вышедший в 1981 году.
С Бруно Маттеи познакомился на съёмках лент «Правдивая история монашки из Монцы» (итал. La Vera Storia Della Monaca Di Monzа) и «Другой ад» (итал. L’altro Inferno), снимавшихся одновременно. Формально числясь сценаристом, Фрагассо заявлял, что всегда был полноправным сорежиссёром, ответственным за съёмки экшн-сцен и спецэффектов.
Первым официальным проектом режиссёрского тандема Фрагассо и Маттеи стал снятый в Испании и вышедший на экраны в 1980 году фильм ужасов Ад живых мертвецов, в Великобритании причисленный к категории Video Nasty.
Период сотрудничества с Маттеи, плодами которого стали около 15 фильмов, закончился в конце 1980-х годов. В начале 1990-х Фрагассо снял два фильма для компании Джо д’Амато «Filmirage» (Тролль 2 и По ту сторону тьмы), после чего отошёл от жанра ужасов, вернувшись к криминальному боевику.
Он использовал свой зарубежный опыт, посвятив себя самому любимому жанру триллера и драмы. Его фильм Teste rasate (1993) получил приз молодых жюри и зрителей на итальянском кинофестивале в Вильрю.
Его фильм Палермо-Милан: Билет в одну сторону (1995) участвует в 52-м Венецианском международном кинофестивале в разделе итальянской панорамы.
В 2005 году он исполняет роль владельца киноклуба в своем фильме «Concorso di fault». В 2008 году он появился в фильме «Вся жизнь впереди» режиссера Паоло Вирдзи в карикатурной роли министра культуры Рима.
В 2011 году он был лектором Экспериментального центра кинематографии. В 2013 году был назначен председателем судейской коллегии кинофестиваля в Тиране.

## Дополнительные факты
- Женат на Росселле Друди (англ. Rossella Drudi), часто выступающей в качестве сценариста к его фильмам.

## Избранная фильмография
- 1980 — Ад живых мертвецов (ужасы, в сотрудничестве с Маттеи)
- 1983 — Великолепная семёрка гладиаторов (приключения, в сотрудничестве с Маттеи)
- 1984 — Крысы: Ночь ужаса (ужасы, в сотрудничестве с Маттеи)
- 1984 — Повелитель собак (ужасы)
- 1987 — Двойная мишень (боевик, в сотрудничестве с Маттеи)
- 1988 — Зомби 3 (ужасы, в сотрудничестве с Маттеи и Лучо Фульчи)
- 1989 — Белый апач (вестерн)
- 1989 — Зомби 4: После смерти (ужасы)
- 1990 — По ту сторону тьмы (ужасы)
- 1990 — Тролль 2 (ужасы)
- 1995 — Палермо-Милан: Билет в одну сторону (криминал)
- 2007 — Милан-Палермо: Возвращение (криминал)